# Dictyonema
Dictyonema is een geslacht van schimmels behorend tot de familie Hygrophoraceae. De typesoort is Dictyonema excentricum, maar deze soort is later hernoemd naar Dictyonema thelephora.

## Soorten
Volgens Index Fungorum bevat het geslacht 32 soorten (peildatum december 2023):
| Soortnaam                | Auteur(s)                              | Publicatiejaar |
| ------------------------ | -------------------------------------- | -------------- |
| Dictyonema aeruginosulum | Lücking, Nelsen & Will-Wolf            | 2013           |
| Dictyonema album         | Lücking & Timdal                       | 2016           |
| Dictyonema applanatum    | Lücking, Dal-Forno & Wilk              | 2013           |
| Dictyonema barbatum      | Dal-Forno, Bungartz & Lücking          | 2017           |
| Dictyonema caespitosum   | (Johow) Lücking                        | 2013           |
| Dictyonema coppinsii     | Lücking, Barrie & Genney               | 2014           |
| Dictyonema darwinianum   | Dal-Forno, Bungartz & Lücking          | 2017           |
| Dictyonema diducens      | Nyl. ex Lücking                        | 2013           |
| Dictyonema discocarpum   | Lücking, Dal-Forno & Wilk              | 2013           |
| Dictyonema giganteum     | L.Y. Vargas, B. Moncada & Lücking      | 2014           |
| Dictyonema gomezianum    | Lücking, Dal-Forno & Lawrey            | 2015           |
| Dictyonema guadalupense  | (Rabenh. ex Sacc.) Zahlbr.             | 1908           |
| Dictyonema hapteriferum  | Lücking, Dal-Forno & Wilk              | 2013           |
| Dictyonema hernandezii   | Lücking, Lawrey & Dal-Forno            | 2011           |
| Dictyonema huaorani      | Dal-Forno, Schmull, Lücking & Lawrey   | 2014           |
| Dictyonema irpicinum     | Mont.                                  | 1848           |
| Dictyonema irrigatum     | (Berk. & M.A. Curtis) Lücking          | 2013           |
| Dictyonema krogiae       | Lücking & Timdal                       | 2016           |
| Dictyonema lawreyi       | Dal Forno, Kaminsky & Lücking          | 2019           |
| Dictyonema ligulatum     | (Kremp.) Zahlbr.                       | 1908           |
| Dictyonema metallicum    | Lücking, Dal-Forno & Lawrey            | 2013           |
| Dictyonema moorei        | (Nyl.) Henssen                         | 1963           |
| Dictyonema obscuratum    | Lücking, A.A. Spielm. & Marcelli       | 2013           |
| Dictyonema pectinatum    | Dal-Forno, Yánez & Lücking             | 2012           |
| Dictyonema phyllophilum  | (Parmasto) Lücking, Dal-Forno & Lawrey | 2013           |
| Dictyonema ramificans    | Dal-Forno, Yánez-Ayabaca & Lücking     | 2017           |
| Dictyonema reticulatum   | (Berk.) Zahlbr.                        | 1931           |
| Dictyonema scabridum     | (Vain.) Lücking                        | 2013           |
| Dictyonema subobscuratum | Dal-Forno, Bungartz & Lücking          | 2017           |
| Dictyonema thelephora    | (Spreng.) Zahlbr.                      | 1931           |
| Dictyonema tricolor      | Lücking & Timdal                       | 2016           |
| Dictyonema yunnanum      | D. Liu, X.Y. Wang & Li S. Wang         | 2018           |